# Luzonacera duan
Luzonacera duan is een spinnensoort uit de familie Psilodercidae. De wetenschappelijke naam van de soort werd voor het eerst geldig gepubliceerd in 2017 door F. Y. Li en S. Q. Li.